# Ping Pong (манґа)
Ping Pong (яп. ピンポン, Pin Pon) — японська серія манґи про настільний теніс, написана та проілюстрована Таййо Мацумото. Виходила у манґа-журналі Big Comic Spirits видавництва Shogakukan з 1996 по 1997 рік і був зібраний у п'яти томах. Історія розповідає про старшокласників і друзів дитинства Пеко та Смайла, які беруть участь у національному турнірі з настільного тенісу, де їм протистоять талановиті гравці з усієї країни.
У 2002 році манґа була екранізована в однойменний ігровий фільм. Аніме-серіал виробництва студії Tatsunoko Production і режисера Масаакі Юаси транслювався в блоці Noitamina Fuji TV з квітня по червень 2014 року. У Північній Америці Funimation (пізніше Crunchyroll LLC) ліцензувала серіал у 2014 році.

## Сюжет
Незважаючи на кардинально різні характери, старшокласники Пеко та Смайл дружать з дитинства. Тепер вони обидва талановиті члени клубу настільного тенісу старшої школи Катасе. Пеко зазнає рішучої поразки від китайського учня і настільки засмучується, що кидає тренування. Тим часом, особистість Смайла завжди заважає йому вигравати у Пеко. Тренер Джо, однак, відкриває потенціал Смайла і намагається мотивувати його подолати психологічну перешкоду.

## Персонажі
Макото Цукімото/Смайл (яп. 月本 誠/スマイル, Tsukimoto Makoto/Sumairu)
Тихий і стриманий підліток. Його іронічно прозвали Смайлом через його стоїчний характер. Надзвичайно вправний гравець, але йому часто бракує драйву та безжалісності для перемоги. Тим не менш, його талант визнаний багатьма, в тому числі Коїдзумі, Куном і Кадзамою.
Ютака Хошіно/Пеко (яп. 星野 裕/ペコ, Hoshino Yutaka/Peko)
Друг дитинства Смайла. Галасливий, зухвалий і безтурботний. Спочатку його вважають одним з найкращих гравців команди Катасе, але після кількох несподіваних поразок він починає сумніватися в собі. Він часто перекушує різними шкідливими продуктами.
Рюїчі Кадзама/Дракон (яп. 風間 竜一/ドラゴン, Kazama Ryūichi/Doragon)
Капітан команди Кайо та зірковий гравець. Відданий і застрашливий спортсмен, який понад усе цінує перемогу. Його майстерність і сила перемагають навіть супротивників високого рівня. Помітивши потенціал Смайла, Кадзама намагається завербувати його до команди Кайо.
Манабу Сакума/Демон (яп. 佐久間 学/アクマ, Sakuma Manabu/Akuma)
Суперник дитинства Пеко і член команди Кайо. Сакумі бракує природного таланту, але він намагається компенсувати це важкою працею. Він має бойовий характер і зациклений на перемозі над Пеко, а також на тому, щоб довести свою спроможність.
Кун Веньге/Китай (яп. 孔 文革/チャイナ)
Переведений учень з Китаю, якого вигнали з національної збірної. Його початковою метою було повернутися на батьківщину після того, як він спокутує свою провину за кордоном. Кун випромінює атмосферу впевненості, яка не відповідає його почуттю сорому та образи.
Джо Коїдзумі/Батерфляй Джо (яп. 小泉　丈/バタフライジョー, Koizumi Jō/Batafurai Jō)
Літній тренер команди Катасе. Хоча його поведінка іноді буває безглуздою, він має глибоке почуття відданості спорту і може бути вимогливим до своїх гравців. Коїдзумі дуже цікавиться Смайлом і вирішує, що змусить молодого гравця розкрити свій потенціал будь-якими способами.

## Медіа

### Манґа
Ping Pong, написаний та проілюстрований Таййо Мацумото, виходив у журналі Big Comic Spirits видавництва Shogakukan з 1996 по 1997 рік. Розділи були зібрані в п'ять томів, виданих з 30 липня 1996 року по 30 серпня 1997 року. Манґа була перевидана та переформатована в три томи між 14 липня 2012 року та 10 серпня 2012 року. Shogakukan перевидав манґу у вигляді двотомного видання Ping Pong: Full Game (яп. ピンポン　フルゲームの, Pin Pon Furu Gēmu no) 1 квітня 2014 року.

#### Список томів
| - 01. «Посмішка» (яп. スマイル, Sumairu) - 02. «Пеко» (яп. ペコ, Peko) - 03. «Звук вітру заважає» (яп. 風の音がジャマをしている, Kaze no oto ga jama o shite iru) - 04. «Веньге Кун» (яп. 孔文革, Kon Wenga) - 05. «Герой» (яп. ヒーロー, Hīrō) - 06. «Старий та хлопець» (яп. 老人と少年, Rōjin to shōnen) | - 07. «Дракон» (яп. ドラゴン, Doragon) - 08. «Діти» (яп. 若者たち, Wakamono-tachi) - 09. «Батерфляй Джо» (яп. バタフライジョー, Batafurai Jō) - 10. «Бо дух робить людину!» (яп. 男はド根性だかんよ!!, Otoko wa dokonjō dakan yo!!) - 11. «Виступ» (яп. 性能, Seinō) |

| - 12. «Хлопець2/Старий2» (яп. 少年／老人, Shōnen/Rōjin) - 13. «Міжшкільні кваліфікаційні змагання з настільного тенісу серед хлопців» (яп. インハイ卓球競技予選会 男子シングルス, Intāhai takkyū kyōgi yosen-kai danshi shingurusu) - 14. «Хлопець розлючений» (яп. 少年怒る, Shōnen okoru) - 15. «З самого початку знищити його» (яп. 前で捌く, Mae de sabaku) - 16. «Відсутній герой» (яп. ヒーロー不在, Hīrō fuzai) - 17. «Перша гра» (яп. First Game) | - 18. «Друга гра» (яп. Second Game) - 19. «Третя гра» (яп. Third Game) - 20. «Пеко проти Демона» (яп. ペコVS.アクマ, Peko VS. Akuma) - 21. «Нептун» (яп. 海 王, Umi-ō) - 22. «П’ятеро гравців настільного тенісу» (яп. 5人の卓球選手, 5-Ri no takkyū senshu) |

| - 23. «Осінь» (яп. 秋, Aki) - 24. «Дисонанс» (яп. 不協和音, Fukyōwaon) - 25. «Зима наближається» (яп. 冬が近い, Fuyu ga chikai) - 26. «Блакитне сумне покидання» (яп. おいてけぼりブルース, Oitekebori burūsu) - 27. «Робо-усмішка» (яп. スマイルロボ, Sumairurobo) - 28. «Бажання на зірці» (яп. 星に願いを, Hoshininegaiwo) | - 29. «Боротьба молоді» (яп. もがけ青春, Mogake seishun) - 30. «Випробування на шляху до героя, Частина 1» (яп. ヒーローになるための試練その1, Hīrō ni naru tame no shiren sono 1) - 31. «Запитання 1: Що зараз потрібно Цукімото?» (яп. 問1・月本誠が今、必要としているもの, Toi 1・Tsukimoto Makoto ga ima, hitsuyō to shite iru mono) - 32. «Мій тренер» (яп. マイコーチ, Maikōchi) - 33. «Бажання на зірці (Продовження)» (яп. 続、星に願いを, Zoku, hoshininegaiwo) |

| - 34. «Ви розумієте?» (яп. Do you understand?) - 35. «Трюки ремесла» (яп. 裏 技, Ura-waza) - 36. «Весна» (яп. 春。, Haru.) - 37. «З'являється герой» (яп. ヒーロー見参, Hīrō kenzan) - 38. «Давайте грати в пінг-понг» (яп. 卓球しましょう, Takkyū shimashou) - 39. «Ми — гравці в пінг-понг» (яп. We are ping pong players) | - 40. «До побачення» (яп. 再 見, Saiken) - 41. «Монстр» (яп. モンスター, Monsutā) - 42. «Монстр усмішки» (яп. スマイルモンスター, Sumairumonsutā) - 43. «Листок показує, в який бік вітер дує» (яп. 一葉落ちて天下の秋を知る, Ichiyō ochite tenka no aki wo shiru) - 44. «Четвірка найкращих» (яп. ベスト 4, Besuto 4) |

| - 45. «Історія запального спортивного духу старшокласників» (яп. 學園熱血スポーツ根性物語, Gaku-en nekketsu supōtsu konjō monogatari) - 46. «Випробування на шляху до героя, Частина 2» (яп. ヒーローになる為の試練その2, Hīrō ni naru tame no shiren sono 2) - 47. «Серце Кадзами» (яп. カザマノココロ, Kazama no kokoro) - 48. «Зірки, місяць і...» (яп. 星と月と…, Hoshi to tsuki to...) - 49. «Гра» (яп. Play) - 50. «Політ» (яп. Fly) | - 51. «Високо» (яп. High) - 52. «15:30-16:00» (яп. PM3:30～4:00) - 53. «Драма воскресіння» (яп. 復活劇, Fukkatsu-geki) - 54. «Пінг-понг» (яп. ピンポン, Pinpon) - 55. «Кінець весни» (яп. 春が終わる。, Haru ga owaru.) |

### Ігровий фільм
Адаптація манґи у вигляді ігрового фільму японського кінорежисера Фуміхіко Сорі вийшла на екрани в 2002 році.

### Аніме
Аніме-серіал виробництва студії Tatsunoko Production і режисера Масаакі Юаси транслювався з 11 квітня по 20 червня 2014 року в блоці Noitamina на Fuji TV.

## Сприйняття

### Манґа
У 2021 році манґа була номінована на премію Айснера в категорії «Найкраще видання міжнародного матеріалу в США — Азія».

#### Відгуки критиків
Роуз Бріджес з Anime News Network високо оцінила двотомне видання манґи, зокрема її персонажів та історію, поставивши їй оцінку «А», і зазначила: «Справжня історія — це стосунки Смайла та Пеко між собою. Це зрештою стає каталізатором, який визначає їхнє майбутнє, і розуміння цих стосунків є ключем до розуміння кінцівки манґи, яка може здаватися неочікуваною, якщо ви не будете уважними. Це історія про те, як дружба з Пеко змінює Смайла, стаючи чимось на кшталт його емоційного рятувального кола. Перечитуючи Ping Pong через 25 років після завершення, легко зрозуміти, чому ця манґа стала настільки впливовою. Серіал змінив те, як створюється спортивна манґа, і це очевидно: так багато сучасних спортивних аніме явно мають Ping Pong у своїй ДНК. Якщо ви не бачили або не читали Ping Pong, я не розповім вам, що відбувається. Подорожжю героїв та їхнім фіналом варто насолодитися, і ці два томи — ідеальний спосіб зробити це саме так. Вона заслужено є однією з класик спортивної манґи; чудово жонглює азартом і деталями спорту, будуючи цікаву і багатошарову історію та персонажів; має плавний художній стиль, що ідеально відповідає шаленим сценам матчів; винагороджує за активне, глибоке читання».

### Аніме
У 2015 році Ping Pong the Animation отримав головну нагороду як телевізійна анімація року на Токійському анімаційному фестивалі. Аніме-серіал був частиною відбору журі на 18-му Японському фестивалі медіа-мистецтва в категорії «Анімація» в 2014 році. У листопаді 2019 року Polygon назвав Ping Pong the Animation одним із найкращих аніме 2010-х років, а Crunchyroll включив його до «Топ-25 найкращих аніме 2010-х років». IGN також включив Ping Pong the Animation до числа найкращих аніме-серіалів 2010-х років.

#### Відгуки критиків
Нік Крімер з Anime News Network високо оцінив аніме і вважає, що це неймовірний серіал з прекрасним дизайном і розвитком персонажів, а також блискучим саундтреком з чудовою анімацією і сюжетом. Він описує його так: «Серіал знаходить час для всього цього розвитку персонажів, тому що тут не витрачається жодна сцена даремно. Це не означає, що шоу виглядає поспішним — це просто означає, що кожна репліка розповідає щось про персонажа, а кожне протистояння між двома гравцями змінює їх обох. Персонажі Ping Pong піклуються про перемогу, але саме шоу піднімається, щоб виразити ідеї, що виходять за межі поля битви. Поразка насправді є необхідною і бажаною в Ping Pong, адже саме через поразку ми ростемо і стаємо краще, ніж були. Музика і звук у шоу не просто хороші — вони незамінні. Вони є критично важливою частиною естетики цілого серіалу, включаючи веселу вступну пісню і задумливу кінцеву. Загалом, Ping Pong — це тріумф мистецтва і скарб оповідання. Це один з тих серіалів, які я б рекомендував, щоб дійсно показати, на що здатне аніме, і водночас воно досить легке та захоплююче, щоб сподобатися майже кожному. Рекомендую всім фанатам аніме як форми мистецтва, або просто любителям хороших історій, що добре розповідаються. Проникливий сюжет, креативне художнє оформлення, захоплююча режисура та резонуючий саунд-дизайн об'єднані в блискучий комплект, який не можна пропустити».
Ніколь Маклін із THEM Anime Reviews поставила серіалу 5 із 5 і описує аніме як не найгарніше в порівнянні з іншими аніме режисера Масаакі Юаси, як-от Kaiba, але шоу виділяється своїм чудовим розвитком і оповіданням. Енді Хенлі з UK Anime Network також позитивно відгукнувся про аніме-серіал і поставив йому 9 із 10, зазначивши: «Його візуальний стиль сподобається не всім, але сюжет та робота з персонажами майже бездоганні, що призводить до захоплюючого набору, який надовго залишиться в пам'яті. Менш спірним буде решта подачі Ping Pong — його саундтрек абсолютно чудовий і ідеально підходить до серіалу, а актори озвучення добре виконують свої ролі, представляючи персонажів так, що це не виглядає надмірно і органічно вписується в усе, що шоу намагається досягти. Завдяки підходу Юаси як до самої історії, так і до її подачі, цей серіал є більше, ніж просто ще одне спортивне аніме — це досконала розповідь про дорослішання, спортивні досягнення і багато іншого. Незалежно від того, як ви ставитеся до стилю анімації, вам буде важко знайти краще дослідження персонажів в анімаційних серіалах».